# Söderfors herrgård

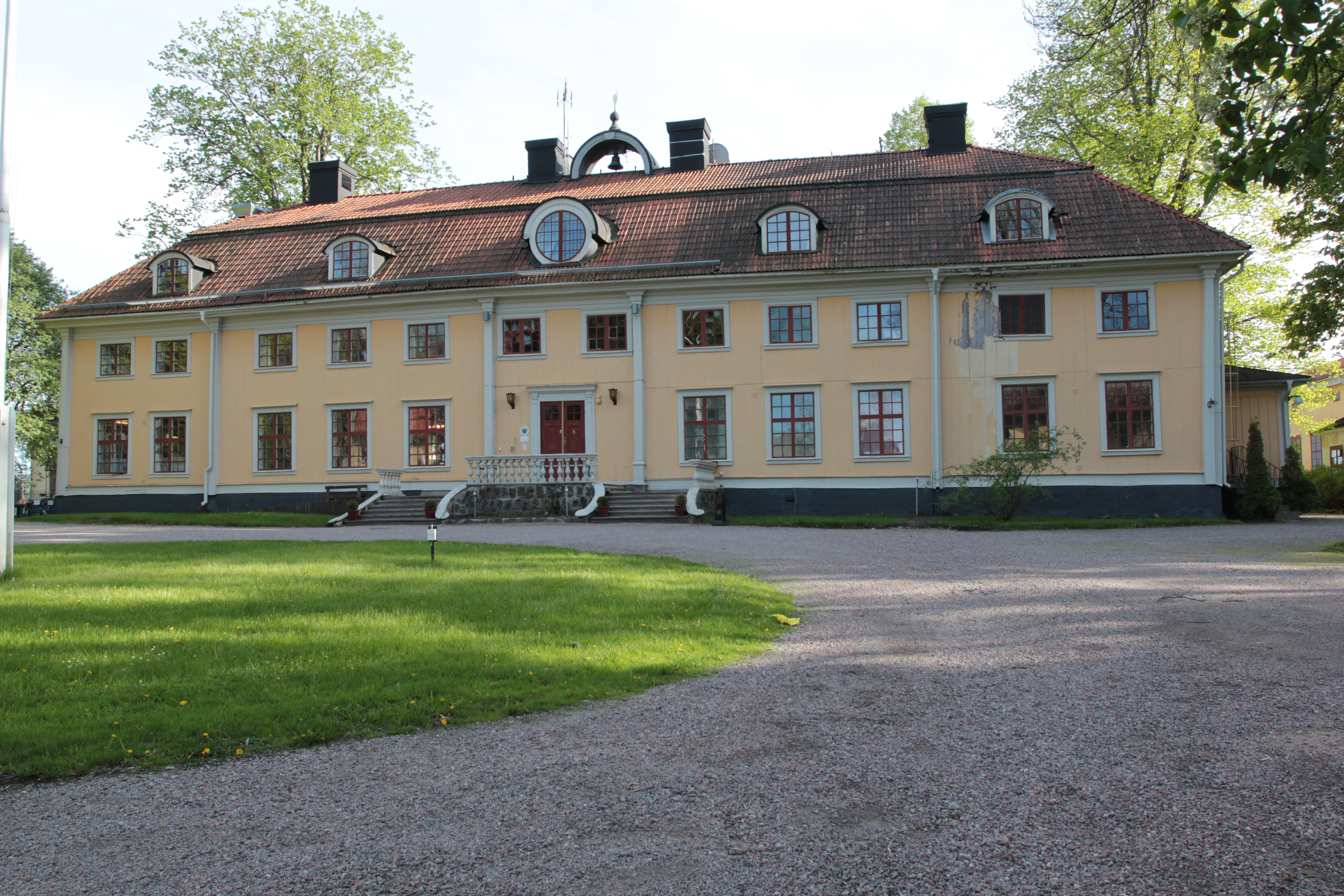
Söderfors herrgård, huvudbyggnaden

Söderfors herrgård är en herrgård i Söderfors, Söderfors socken, Tierps kommun, Uppsala län (Uppland). Huvudbyggnaden är en timrad tvåvåningsbyggnad i karolinsk stil med spåntäckt säteritak och stod färdig 1700. 1749-1756 byggdes den om under ledning av arkitekten Carl Hårleman. Byggnaden fick då panelade fasader, som målades med grå oljefärg, i vilken man slog in fin sand, varefter huset målades en andra gång. Vidare ersattes säteritaket med ett brutet tak och byggnaden fick ett torn, vilket dock revs på 1800-talet.

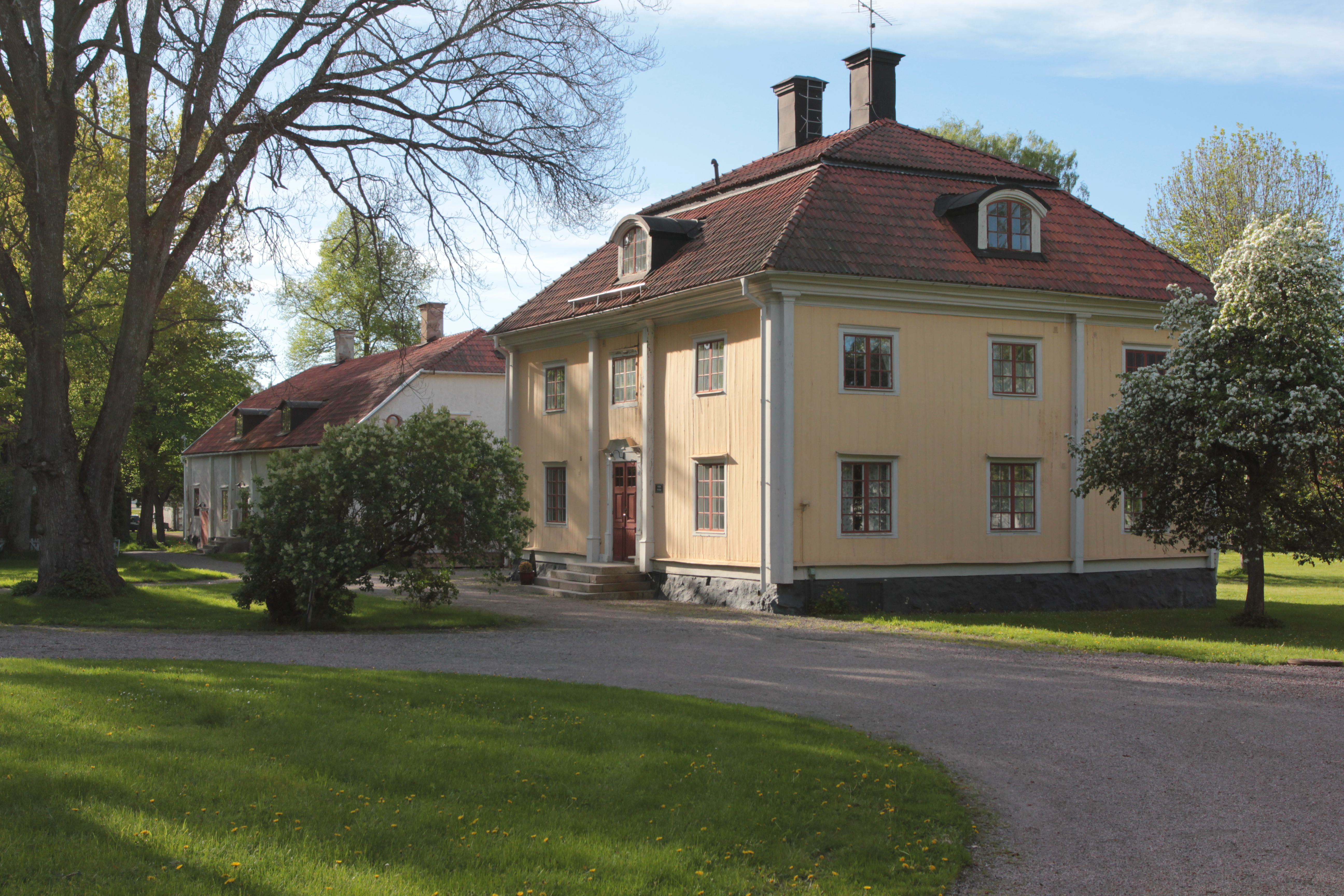
Flygel

I samband med ombyggnationerna i mitten av 1700-talet uppfördes också två flygelbyggnader (färdiga före år 1753), som i det närmaste fick kubisk form med spetsigt tak. De byggdes i två våningar och fick samma fasader som huvudbyggnaden. I östra flygeln fanns brukskontoret, medan den andra blev bostad åt bruksbokhållaren.